# 齋戒

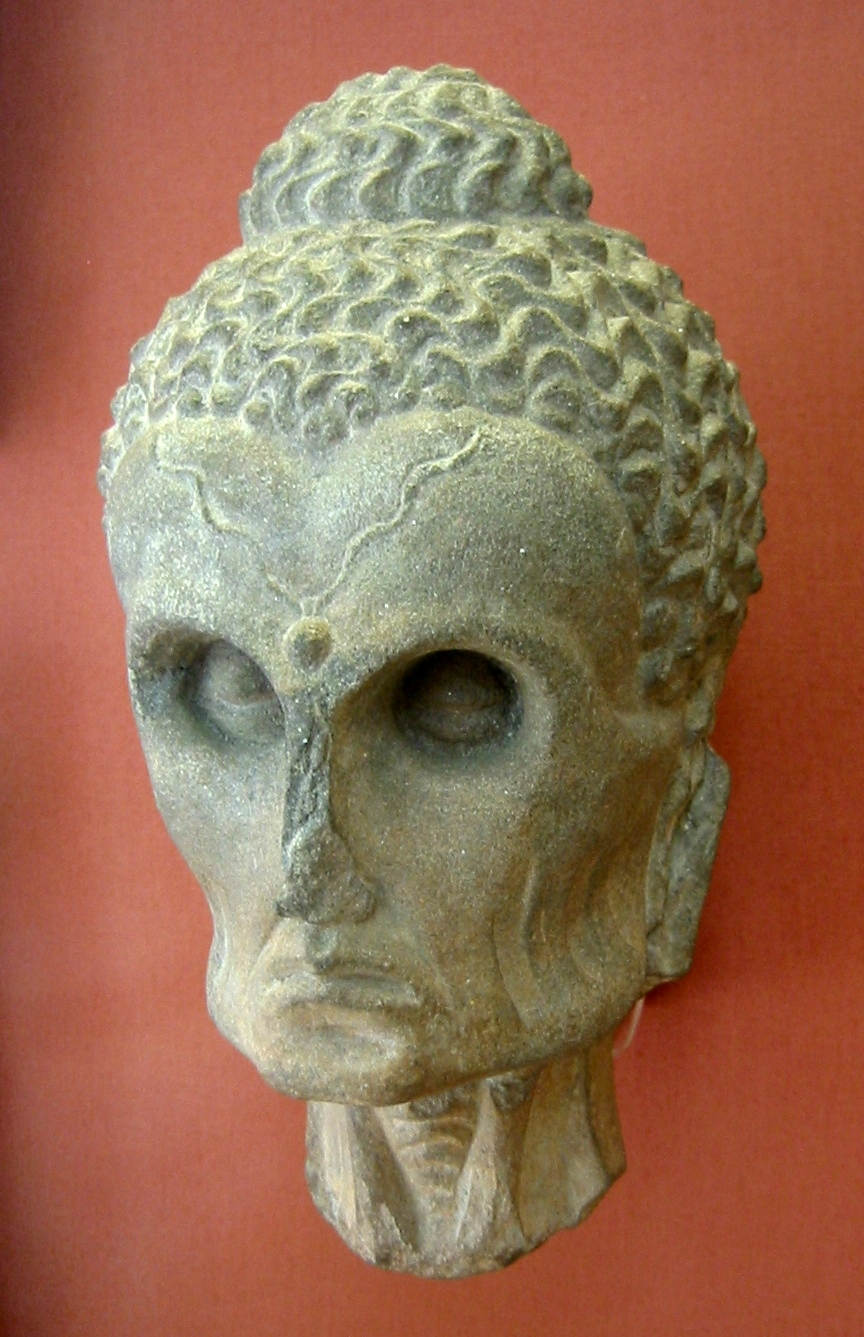
释迦牟尼在經歷了嚴格的齋戒苦行後，面容變得消瘦

斋戒是一种与宗教有关的个人行为，其主要方式为对饮食和性生活的限制。为了礼仪、神秘主义、苦行或其他宗教目的，或者为了道德上的目的而禁绝饮食。禁绝饮食可能是完全的，也可能是部分的；可能是长期的，也可能是短期的。在世界各地，自古实行禁绝包含的人，有许多宗教的开创人和他们的追随者，有根据某种文化形态而划分出来的一些个人；还有一些个人或团体會以绝食作为抗争，表示反对违背社会伦理或政治原则的行为。

## 起源
斋戒行为在很多宗教中都有，作为信仰的准则，以准备节日，反省自身，或教导信徒节制贪欲，进求更高层次的生活。

## 中国的斋戒
古中国的斋戒分为三种，一种是帝王、官吏、士族、平民在正式祭典前的斋戒，一種是還願的齋戒，一种是宗教戒律性的斋戒。

### 祭祀前的斋戒
在祭祀前的斋戒中，斋戒者在祭天、祭孔、祭祖或者祭拜其他神明前数日（通常是三日）停止食用荤食（不食蔥韮薤蒜等辛菜），停止饮酒，停止房事。《明史》洪武二年学士朱升等奉敕所撰《斋戒文》对斋戒的行为规则作出了规范：“戒者禁止其外，斋者整齐其内。沐浴更衣，出居外舍（即到专门的斋戒住宿场所居住），不饮酒，不茹荤，不问疾，不吊丧，不听音乐，不理刑名，此则戒也。严畏谨慎，苟有所思，即思所祭之神，如在其上，如在其左右，精白一诚，无须臾间，此则斋也”。这种斋戒在现代的中国已经罕见，但在海外漢字文化圈中还有保留。

### 宗教戒律性的斋戒
汉傳佛教的斋戒为长期斋戒，主要为不杀生、不食肉、不茹荤、不饮酒、不從事性行為（典籍上多作「不近女色」）、不偷盜、不妄語。中国佛教茹素的齋食制度为梁武帝所创，520年梁武帝根据《大般涅槃经》要求佛教僧侣全面禁止肉食，当时曾遭到佛教徒的反对，認為釋迦牟尼佛沒有規定素食，称“律中无断肉及忏悔食肉之法”，支持素食的是釋迦牟尼的堂弟天啟，反而天啟是佛敵。但后来逐渐为中国汉族佛教徒所接受。藏传佛教與上座佛教仍然保持了可食三净肉的习惯。
道教的斋戒包括禁酒、禁食五荤（五種蔬菜，韭、蒜、芸薹、胡荽、薤）。和三厌（狗、大雁和乌鱼，另說《上清靈寶大法》有言的；雁、狗、鯉、鱔、龜、鱉等肉，號稱「三官所厭，簡稱三厭」）。禁酒是为了防止乱性，禁止茹荤则是因为食后嘴中会发出发出异味，对神明不敬（同为香辛料的薑因食后无异味而不在五荤之列）。此外还认为五荤生食易动肝火，熟食则具有促進性慾作用。

## 西方的斋戒

### 基督宗教的斋戒
耶穌曾進行四十天禁食。
基督宗教中，早期的基督徒認為暴食屬於七宗罪之一，動輒以數天的禁食以懺悔。
在西方基督教中，天主教會、路德會、聖公會、摩拉維亞教會、衛理公會、西方禮正教會、合一教會和一些歸正宗教會的許多信徒在四旬期四十天期間進行齋戒，以紀念耶穌基督在沙漠中受誘惑時所遵守的齋戒。
一些基督教教派，例如天主教會規定：小齋，即不得食用温血动物的肉，僅能喫冷血動物，如魚、蝦等類。大齋，即一日只能喫一餐正餐，清晨與晚間可以攝取少量零食，其餘時間只能飲用流質食品，如乳。現代大多數信徒因應繁忙的工商社會生活，已不再嚴格遵守此戒律。
每星期五，為紀念耶穌受難日，應小齋；每逢四旬期，應大齋。兒童、老人、殘障者、孕婦、病人、軍人、苦力工人、旅宿者等可免。

### 伊斯蘭教的斋戒
穆斯林在齋戒月，由日出至日落期間不許飲食與行房，但可以漱口。
《可蘭經》2章185節說：「……害病或旅行的人，當依所缺的日數補齋。真主要你們便利，不要你們困難，……」害病是指生病的人或生理期、懷孕、哺乳的婦女。害病的人等身體恢復正常及旅行者結束旅行後都須補齊欠齋日數。
《可蘭經》2章184節：「……難以齋戒者，當納罰贖，即以一餐飯，施給一個貧民……」

## 延伸阅读
[在维基数据编辑]
 《欽定古今圖書集成·明倫彙編·人事典·齋戒部》，出自陈梦雷《古今圖書集成》